# 홍콩의 마도로스
"홍콩의 마도로스"는 한국에서 제작된 최영철 감독의 1970년 영화이다. 이예춘 등이 주연으로 출연하였고 성동호 등이 제작에 참여하였다.

## 출연

### 주연
- 이예춘
- 박노식
- 김지미

## 기타
- 조명: 양찬종
- 미술: 이문현